# Amorphophallus titanum
Amorphophallus titanum, vrsta neobične biljke iz porodice kozlačevki čiji cvijet naraste do šest metara u vis. Ima miris sličan trulom mesu, a period cvjetanja je samo dva dana.
Raste na otoku Sumatra.